# Famille Sturler
Pour les articles homonymes, voir Sturler.
La famille Sturler, ou de Sturler depuis 1472, est une famille noble de Berne.

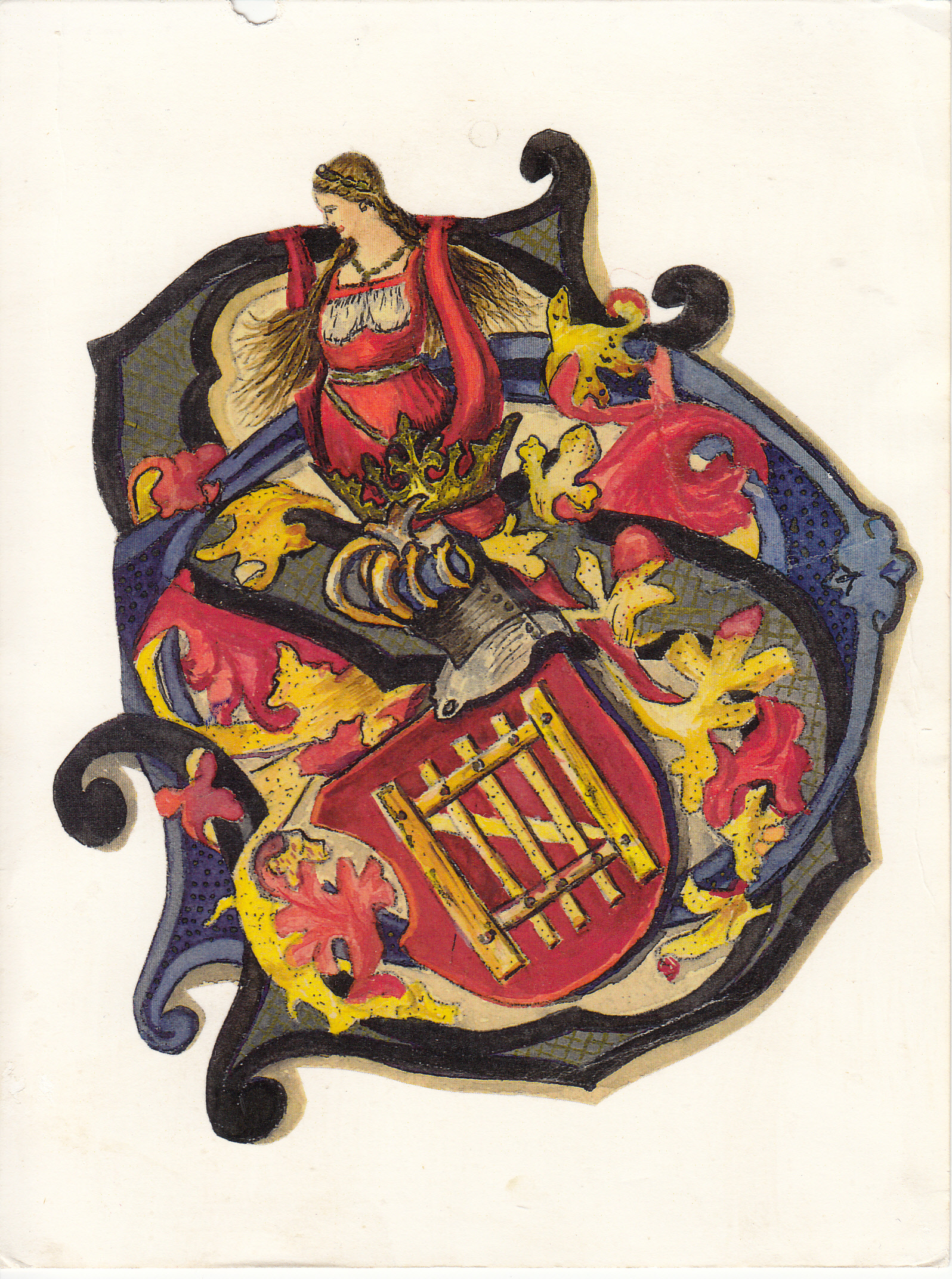
Le blason de la famille de Sturler

Le blason de la famille, dont il existe des gravures des années 1530, 1566 et 1600, se compose d'une porte en or sur un bouclier rouge. Au-dessus du bouclier une femme est représentée avec les cheveux détachés.

## Personnalités
- Abraham Sturler (1566–1624), bailli d'Oron, du petit conseil, gouverneur d'Aigle, banneret, trésorier du pays de Vaud
- Gilian Sturler (1590–1629), bailli de Bonmont
- Vincent Stürler (1592–1670), bailli de Moudon 1628, petit conseil 1636, banneret, seigneur de Chardonne
- Jean Rodolphe Sturler (1597–1665), baron de Belp, seigneur de Rossens
- Jean Sturler (1600–1676), officier en France, bailli de Chillon 1642, seigneur de Serraux
- Manuel von Stürler (* 1968), réalisateur de cinéma

## Titres et possessions
La famille possède la baronnie de Belp et les seigneuries de Begnins, Bümpliz, Chardonne, Féchy, Rossens, Scheunen, Serraux, Toffen.